# Новый Ургакш
Новый Ургакш (мар. У Ургаш) — деревня в Советском районе Республики Марий Эл. Входит в состав Вятского сельского поселения.

## Географическое положение
Находится в центральной части республики Марий Эл на расстоянии приблизительно 5 км по прямой на север от районного центра посёлка Советский.

## История
Известна с 1877 года как деревня с 35 дворами. В 1905 году в этой деревне в 57 хозяйствах проживали 355 жителей, в 1940 году 96 хозяйств и 283 жителя. К 1980 году в деревне оставалось 14 домов с населением 32 человека. В советское время работал колхоз «Путь к социализму».

## Достопримечательности
На въезде в деревню на берегу речки в 1988 году был заложен парк «Тихие зори».

## Население
Население составляло 5 человек (100 % мари) в 2002 году, 12 в 2010.